# Psyllaephagus obscurus
Psyllaephagus obscurus är en stekelart som beskrevs av Svetlana N. Myartseva 1980. Psyllaephagus obscurus ingår i släktet Psyllaephagus och familjen sköldlussteklar.
Artens utbredningsområde är Turkmenistan. Inga underarter finns listade i Catalogue of Life.